# غیث عبدالاحد
غیث عبدالاحد (زادهٔ ۱۹۷۵ میلادی در بغداد) یک روزنامه‌نگار عراقی است که پس از حمله ایالات متحده به عراق شروع به کار کرده است و برای گاردین و واشنگتن پست می‌نویسد و تصاویر او در نیویورک تایمز، واشنگتن پست، لس آنجلس تایمز، گاردین، تایمز (لندن) و رسانه‌های دیگر منتشر شده است. علاوه بر عراق، از سومالی، سودان، افغانستان و لیبی نیز می‌نویسد.